# Emplocia hesperidaria
Emplocia hesperidaria är en fjärilsart som beskrevs av Achille Guenée 1858. Emplocia hesperidaria ingår i släktet Emplocia och familjen mätare. Inga underarter finns listade i Catalogue of Life.